# Miguel Pourier

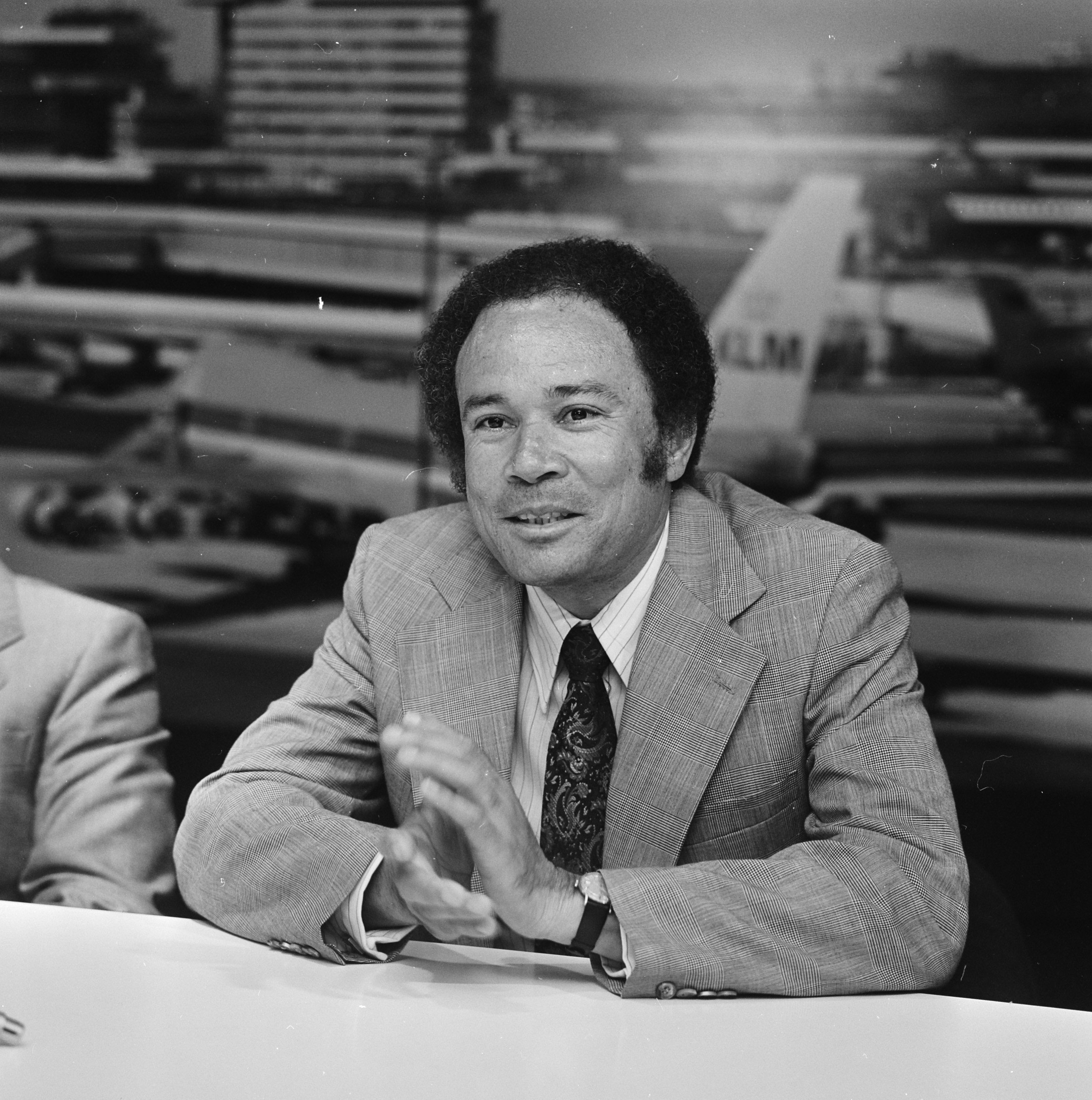
Miguel Pourier (1978)

Miguel Arcangel Pourier (Rincon, 29 september 1938 – Curaçao, 23 maart 2013) was een Antilliaans politicus, lid van de Partido Antiá Restrukturá (PAR).

## Levensloop
Pourier werd geboren in Rincon op het eiland Bonaire en was het oudste kind in het gezin van Juancito Juliano Pourier en Maria Florencia Janga. Hij belandde aanvankelijk in de politiek op zijn eigen eiland bij de Union Patriotiko Boneriano (UPB). Van juli tot december 1979 was hij zelfs enkele maanden interim-minister-president van de Nederlandse Antillen.
Na de afscheiding van Aruba in 1986 ontstond op de resterende eilanden van de Nederlandse Antillen een steeds grotere drang naar eenzelfde 'status aparte'. In 1993 hield de toenmalige Antilliaanse regering een referendum op Curaçao over de staatkundige toekomst van het eiland, waarbij zij de bevolking adviseerde voor de status aparte te stemmen. Pourier was actief in de beweging die pleitte voor behoud en 'herstructurering' van de Nederlandse Antillen. Uiteindelijk stemde de bevolking in overgrote meerderheid voor behoud van de Antillen, waarop de regering aftrad en nieuwe verkiezingen uitschreef. Hieraan deed Pourier mee als mede-oprichter en lijsttrekker van een nieuwe partij, de Partido Antiá Restrukturá (Partij voor een Herstructureerde Antillen). Pourier zette zich af tegen de corruptie en het wanbestuur van de bestaande politiek. De PAR won de verkiezingen op 25 februari 1994 met een absolute meerderheid van de stemmen en 8 van de 14 Curaçaose zetels in de Staten van de Nederlandse Antillen. Pourier werd daarop minister-president van een coalitie van PAR, MAN, DP Bonaire, SPA, DP Sint Eustatius en WIPM. In oktober mochten de inwoners van de andere eilanden in een referendum ook aangeven of zij voor voortzetting van de Nederlandse Antillen waren. Op alle eilanden stemde de overgrote meerderheid voor, alleen op Sint Maarten stemde een aanzienlijke minderheid van 33% voor een status aparte. Bij de eilandsraadsverkiezingen in 1995 behaalde de PAR wederom een grote overwinning (8 van de 21 zetels) en vormde met de MAN ook een coalitie op eilandsniveau.
Pourier zag zich als minister-president door jarenlang wanbestuur en een slechte economische situatie geconfronteerd met grote financiële problemen. In samenwerking met Nederland en het IMF werd een herstelprogramma opgesteld, waarvoor Nederland borg zou staan. Noodzakelijke grootschalige bezuinigingen troffen onder meer het ambtenarenapparaat, waar fors in gesneden werd en veel ontslagen vielen. Hierdoor steeg de werkloosheid en de onvrede onder de bevolking. Ook werd besloten tot het invoeren van een omzetbelasting en tot investeringen om het onderwijs te verbeteren. Bij de Statenverkiezingen van 1998 raakte de PAR van Pourier de helft van zijn zetels kwijt, maar bleef wel de grootste partij. Desondanks werd door de oppositie een coalitie tegen de PAR gevormd onder leiding van PNP-lijsttrekker Susanne Camelia-Römer. Deze coalitie bestond echter uit zeer uiteenlopende partijen: de PNP zag de noodzaak van hervormingen in, terwijl de linkse partijen FOL en PLKP harde bezuinigingen tegenhielden. In 1999 al viel de coalitie daardoor uiteen en Pourier kreeg het initiatief bij het formeren van een nieuwe coalitie van PAR, PNP en MAN, waarvan hij wederom minister-president werd. De nieuwe regering besloot het ingezette herstelprogramma voort te zetten, om de Nederlandse Antillen er economisch weer bovenop te helpen. Ondanks afspraken met het IMF kwam de Nederlandse regering (Paars II) echter niet zijn verplichting na om financieel bij te springen. Pourier voelde zich persoonlijk bedrogen door staatssecretaris Gijs de Vries en besloot na de verkiezingen van 2002 uit de politiek te stappen. Bij deze verkiezingen boekte de FOL grote winst, als reactie van de bevolking op het verlies aan vertrouwen in Nederland.
Pourier vervulde na het stopzetten van zijn actieve politieke loopbaan achter de schermen bij de PAR een adviserende rol voor zijn partij. Hij overleed op 74-jarige leeftijd aan prostaatkanker.

## Eerbetoon
In Rincon werd te zijn nagedachtenis de straat "Kaya Rincon" omgedoopt in Boulevard Miguel A. Pourier.
In augustus 2015 ging op Curaçao een particuliere middelbare school van start onder de naam Miguel Pourier Academy. Er wordt tweetalig onderwijs gegeven (Engels en Nederlands).
In september 2021 werden plannen bekendgemaakt dat er een museum wordt ingericht met de naam van Miguel Pourier.
Moises Frumencio da Costa Gomez · 
Efraïn Jonckheer · 
Ciro Kroon ·
Gerald Sprockel ·
Ernesto Petronia ·
Ronchi Isa ·
Otto Beaujon · 
Juancho Evertsz · 
Lucina da Costa Gomez-Matheeuws ·
Boy Rozendal ·
Miguel Pourier · 
Don Martina ·
Maria Liberia-Peters · 
Suzy Camelia-Römer ·
Alejandro Felippe Paula · 
Etienne Ys ·
Ben Komproe ·
Mirna Louisa-Godett ·
Emily de Jongh-Elhage